# Astichello (poesia)
L'Astichello è una raccolta comprendente 94 sonetti scritti tra il 1880 e il 1887 dall'abate e poeta vicentino Giacomo Zanella. Prende il nome dal fiume omonimo, presso le cui rive il poeta aveva una casa.
La poesia dell'Astichello sta al vertice dell'esperienza poetica di Giacomo Zanella e segna la naturale realizzazione di quella sua inclinazione a cogliere gli aspetti più intimi e fugaci della natura.
Giungeva lo Zanella, ormai sessantenne e dopo quattro anni di "fiera malinconia", a realizzare un antico ideale di vita.
Lasciato l'insegnamento, lasciata la città, desideroso di dimenticare il "secol faccendiere", che solo gli aveva dato angosce e amarezze, si ritirava in una villetta di stile neoclassico sulle rive dell'Astichello, nella verde e quieta campagna vicentina.
L'Astichello rappresenta una grande svolta nella storia dell'anima e della poesia dell'abate vicentino, l'espressione compiuta di un ideale poetico che aveva cercato, già nelle precedenti odi, di esprimersi, rimanendo però latente o soffocato da altri problemi, e che qui trova la sua completa realizzazione.

## Zanella e Prati: neoclassicismo e parnassianesimo
Nel confrontare l'Astichello con l'ampia raccolta di Giovanni Prati, composta da 568 sonetti, intitolata Psiche pubblicata nel 1876, si può dire che Psiche e Astichello rappresentano due momenti di quel primo accostarsi della seconda generazione romantica alle forme del neoclassicismo, che, come scrive Silvio Pasquazi, "nel Prati avveniva per elezione e nello Zanella anche per educazione intellettuale".
Il neoclassicismo dello Zanella appare per la critica ormai scontato, ma è necessario analizzarne brevemente i caratteri per poter stabilire la posizione dello Zanella di fronte ad esso.
I caratteri più diffusi e costanti del neoclassicismo furono il rimpianto per un mondo abolito, l'esotismo e il sospiro dell'era greca.
La maggior parte dei poeti e degli artisti cercarono rifugio in questo ideale mondo di sogno.
Ora è certo che, se in Psiche alcune espressioni sono di gusto neoclassico, ciò non avviene nell'Astichello. Di neoclassicismo nello Zanella vi è solo la cura posta nella forma, tipica del neoclassicismo in genere ed in particolare di quello francese della scuola parnassiana.
Si può trovare un punto di contatto con i parnassiani, nel genere scelto per la poesia, cioè il sonetto, ma mentre i parnassiani adattavano la breve forma metrica al loro temperamento di artisti frammentari, senza passioni profonde e durature, lo Zanella riprendeva semplicemente una forma tradizionale classica della poesia italiana, infondendo in essa tutto il proprio sentimento.
Dove lo Zanella si allontana decisamente dai parnassiani, assumendo una posizione antitetica agli ideali di quella scuola, è nel sentimento della natura che, nell'Astichello, non è natura intesa parnassianamente, e neppure veristicamente, ma una natura schiettamente cristiana, costituzionalmente religiosa, una campagna abitata e coltivata da uomini che vivono non della comoda vita pastorizia, non della contemplazione astratta della natura, ma dell'opera, della fatica assidua delle proprie mani.
In questo lo Zanella aveva a modello il Virgilio delle Egloghe - ma non quelle di più diretta e stretta imitazione teocritea - e soprattutto delle Georgiche, cioè il Virgilio meno bucolico, meno idillico, ma più lirico, quel Virgilio che cantava le cose belle della natura, le acque, gli alberi, gli animali, considerandoli non puri e semplici elementi decorativi, ma tutte creature vive e fornite di un senso.

## Poesia del ricordo
A proposito dell'Astichello il Fogazzaro parla di "pessimismo zanelliano", ma se è vero che la contemplazione serena della natura è velata in alcuni punti dalla malinconia dei ricordi, dal desiderio degli affetti perduti, da qualche immagine mesta, niente è completamente sconsolato e continuo come vorrebbe far supporre il Fogazzaro quando cita come esempio l'ultima terzina del sonetto VIII:

Si può dunque parlare di poesia del ricordo velata di sottile nostalgia dove il poeta ritrova la memoria delle cose antiche senza sofferenza, ma con serena malinconia.

## Paesaggi e temi
Nell'Astichello troviamo l'espressione più vera e sincera dell'anima del poeta, la sua arte più perfetta, perché il poeta riesce, con poche e nitide pennellate a creare dei graziosissimi quadretti, che ci rappresentano tratti di paesaggio e momenti di natura, dipinti con assoluta immediatezza.
Tutta la poesia dell'Astichello è sfiorata da emozione sincera, e tessuta di aria, di luce e di ombra; le immagini domestiche e familiari, le scenette campestri, il sentimento vagamente malinconico della campagna, il senso cristiano della vita, l'amore genuino e sincero per tutte le cose della natura, rendono questa poesia bella.

### Il sentimento religioso
Il punto centrale della visione della poetica dello Zanella è dunque l'osservazione minuta e amorevole della natura nel mutare delle stagioni, nel trascorrere del tempo, nell'eternità e nella universalità della vita.
In questo mondo naturale, fatto di piccole ed umili cose, si avverte ovunque Dio, ed è questo sentimento religioso, che pervade tutte le cose, a rendere questi brevi canti soffusi di soave dolcezza.

### Il tema delle stagioni
Il tema delle stagioni che ritornano mentre la campagna fiorisce e poi riposa nell'attesa di rifiorire, è tipico della maggior parte dei sonetti dove, in un carosello di colori, sfilano i mesi dell'anno nelle loro differenti sfumature, con i diversi frutti, fiori e animali:
In questo diario delle stagioni, il poeta annota anche le ore della giornata, dal momento in cui la campagna si sveglia alla prima luce del giorno, fino al momento in cui si addormenta alla prima oscurità della sera, per annotare ancora, il giorno dopo, il suo risvegliarsi e ancora il suo riaddormentarsi, così senza mai fine, trovando in ogni alba un motivo di gioia, in ogni tramonto un nuovo motivo di pace.

### Il tema della notte
Sempre suggestivo il tema della notte, come nel sonetto LXXIII
 dove la strofa ha l'alto accento zanelliano della contemplazione cosmica, per cui spesso il poeta unisce alla contemplazione della natura, la percezione arcana dell'immenso, ampliando la visione del suo piccolo mondo a tutto l'universo.

### Il tema della luna
Pur ricco di poesia è il tema della luna che ritorna spesso nei sonetti dell'Astichello creando effetti pittoreschi non trascurabili, come nel sonetto LXV:
 dove si può anche osservare il tema della civetta già precedentemente trattato da Pascoli nella poesia Stoppie tratta dalla raccolta Myricae, con la differenza che nello Zanella l'immagine è serena e poetica e anche la civetta diventa una simpatica creatura del creato, mentre nel Pascoli 
 l'accento è molto più fosco e aleggia su tutta la poesia un sentore di morte.

### Lo spazio
Il paesaggio, che assume aspetti diversi a seconda del mutare delle stagioni, dell'ora, del tempo, è però determinato da uno spazio concreto e preciso. Questo spazio, vasto e pur definito, è segnato dal corso del fiume ed il paesaggio è visto da un solo punto: la villa del poeta come dal sonetto I 
Da essa lo spazio diventa più ampio con l'immagine del Bacchiglione che, fecondato il piano di Eugànea, si tuffa nell'Adria verso l'Oceano senza fine.
A questi elementi geografici determinanti lo spazio, si aggiungono, nel corso dei vari sonetti, altri elementi che creano una diversa e più familiare topografia. Quello spazio determinato dalla villa, dall'Astichello, dalle Alpi, diventa più propriamente quadro idillico segnato dalle aperte campagne.

### Le vicende atmosferiche
Non manca nell'Astichello la rappresentazione del succedersi delle vicende atmosferiche per cui la campagna assume, volta a volta, aspetti diversi a seconda se è il sole a far brillare, la pioggia a bagnarla, il vento a scuoterla, l'arcobaleno a rallegrarla, ed ogni fenomeno naturale è colto con immediatezza.
È la poesia dell'Astichello una poesia che si esprime attraverso le umili cose, quelle umili cose che il Pascoli chiamerà "Myricae" mostrando una ispirazione affine a quella dello Zanella.

### Il tema della religiosità
Per il gioco del poeta con i suoi temi, per il modo con cui li riprende e li intreccia, i novantun sonetti dell'Astichello risultano legati da una profonda unità spirituale che nasce dalle molteplici variazioni di un tema unico: quello della religiosità. Religiosità abbastanza nuova che trova il suo alimento nella contemplazione della natura, semplice, buona e pia; della natura pervasa di profonda humanitas.
Ed è il "pio Astichello" che porta il suo "gorgo limpido e fecondo/Ale sparse d'armenti opime valli", (sonetto IV) ed è la "pia" edera cingere con molli e flessuose braccia a sostenere il vecchio pioppo (sonetto XXXVIII), o l'"antico salice" che fa schermo alle onde del fiume dalla vampa solare (sonetto XCI), o la violetta che solo chiede di annunciare alla villetta "Il caro tempo estivo" e poi morire negletta (sonetto XLV) e il fior del lino di cerulea tinta il cui sguardo è caro richiamo d'una sorella (sonetto XXXIII) e il "gelso" che giunto ormai maggio si rinnova (sonetto LXII).
Anche gli animali vivono in questa poesia, piccole e grande creature di Dio. Vi è il "vecchio bue" che "si sdraia e guarda immoto/ il pian dell'acqua (sonetto X), la "civetta" che "svolazza insidiando - de' non piumati rondinini al nido" (sonetto XII), la "cicala" che al primo cadere della pioggia ha sospeso il suo stridore, mentre la "rondinella con obliquo volo/ Terra terra sen va" e "sul fumaiolo bianca colomba si pulisce l'ala" (sonetto XVI) e il "picchio" che "nella scorza antica - batte de' pioppi e delle fredde brune- la dipartita annuncia alla formica" (sonetto XXI). Non manca "l'argentea trota" che "agitando le minute spume - sale dei verdi fondi" (sonetto XXXVI), mentre al nascere del sole "una passera saluta tranquilla il novo giorno" (sonetto LIII) o la "cingallegra irrequieta" che raccoglie piume e paglia per il suo nido (sonetto LXII).

#### Il senso cristiano della natura
Ma l'elemento essenziale da tener presente in questa poesia, è il sentimento schiettamente cristiano della natura, per cui ogni cosa ha un'anima perché Iddio è "manifesto in ogni parte" (sonetto XVIII) e la natura è madre "onniposente, antica, immortale" (sonetto II)
Il sentire dello Zanella è un sentire schiettamente evangelico, cosicché ogni cosa, e il fiume, e le api, e le nubi, sono elementi di un'unica realtà, la natura figlia di Dio, che porta con sé i caratteri divini e postula la presenza dell'assoluto.

### I presagi della spiritualità moderna
Ma accanto al senso geografico che scorre come linfa vitale in tutta la poesia dell'Astichello si colgono alcuni presagi di una stanchezza che sa della tormentata spiritualità moderna.
Zanella, il poeta dell'aurea purezza e perfezione di stile, colui che aveva accolto l'estetica classica e che aveva iniziato il ritorno al classicismo, chiude la sua opera con una malinconica immagine che si potrebbe chiamare decadente:

## Edizioni
- Faustissime nozze Povoleri - Gaianigo. [Astichello. Sonetti di Giacomo Zanella], Vicenza, Paroni, s.d. [1880] (Contiene 12 sonetti).
- Astichello ed altre poesie, Milano, U. Hoepli, 1884 (Contiene 50 sonetti).
- Continuazione dell’«Astichello», Estratto dalla «Nuova Antologia», Roma, Tipografia della Camera dei deputati, 1887 (Contiene 24 sonetti).
- Poesie, Nuova edizione con i sonetti dell’«Astichello» diciassette dei quali inediti, 2 voll., Firenze, succ. Le Monnier, 1910 (Contiene 91 sonetti).
- Le Poesie, a cura di Ginetta Auzzas e Manlio Pastore Stocchi, Vicenza, N. Pozza, 1988 (Contiene 94 + 2 sonetti).